# Palacio Fernández Anchorena

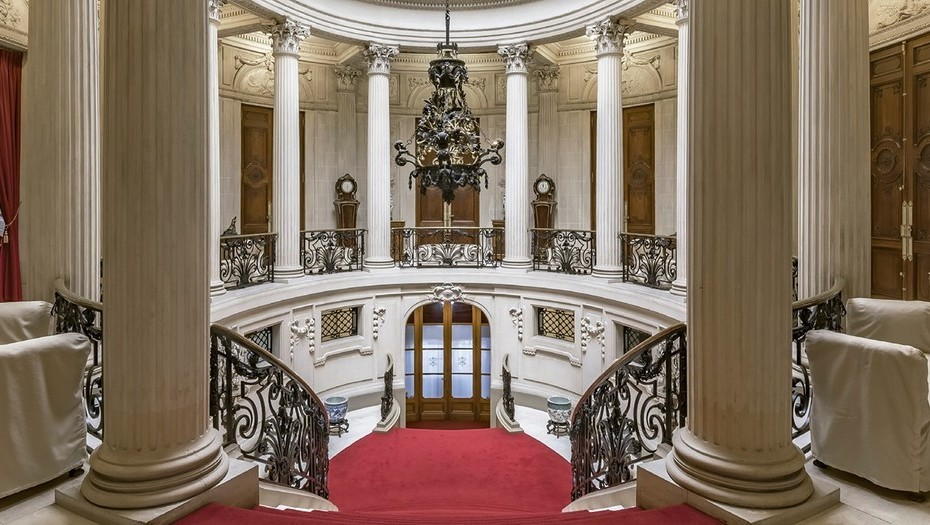
Hall central del Fernández Anchorena.

El Palacio Fernández Anchorena es un palacete de comienzos del siglo XX y una de las pocas residencias de la clase alta porteña que sobrevive en la Avenida Alvear del barrio de Recoleta. 
Actualmente pertenece a la Santa Sede y funciona como sede de la Nunciatura Apostólica en Buenos Aires.

## Historia
Fue encargado por el matrimonio de Juan Antonio Fernández (nieto del célebre médico salteño dr. Juan A. Fernández) y Rosa Irene de Anchorena al arquitecto francés Edouard Le Monnier en 1907. Curiosamente sus primeros dueños nunca lo habitaron pues residían en París. Una de sus hijas era Florinda Fernández Anchorena, condesa consorte de Castellane, mujer del conde Georges de Castellane (hijo de Boni de Castellane y Anna Gould, y nieto del magnate estadounidense Jay Gould).  
Fue administrado por los Fernández hasta 1928. En 1922 fue rentado por Marcelo Torcuato de Alvear, quien usó la casona como residencia presidencial junto a su mujer Regina Pacini. 
Más tarde, el palacete fue adquirido por Adelia Harilaos de Olmos, una de las mujeres más ricas de su época, fervorosa católica. Participó activamente en la realización del Congreso Eucarístico Internacional de 1934, recibiendo por ello la condecoración de Marquesa Pontificia por parte de la Santa Sede. Adelia decidió donar su residencia como sede de la Nunciatura Apostólica al redactar su testamento el 13 de noviembre de 1947. Falleció el 15 de septiembre de 1949, y el edificio pasó desde ese momento a su nueva función, que mantiene desde abril de 1952.
Fue la residencia del papa Juan Pablo II durante sus dos visitas a Buenos Aires, en los años 1982 y 1987. Mediante el Decreto 1495, sancionado, en 2002, el edificio fue declarado Monumento Histórico Nacional.
El 18 de noviembre de 2010, se realizó un festejo por el centenario del Palacio Fernández Anchorena, con la presencia del Gobernador Daniel Scioli y del expresidente Fernando de la Rúa, entre otros. Como parte de la celebración, el Correo Argentino emitió una tirada de 3000 estampillas con imágenes de la residencia.

## Arquitectura
El Palacio Fernández Anchorena fue obra del arquitecto Le Monnier, francés de formación en la Academia de Bellas Artes de París, pero que mostró acercamiento a los nuevos estilos de comienzos del siglo XX, como el art nouveau, reflejándose en la libertad y plasticidad de muchas de sus obras, aunque siguieran los cánones academicistas. La fachada, siguiendo las normas de la composición clásica, posee basamento, desarrollo y remate con una singular cúpula que jerarquiza la entrada principal. También sigue los conceptos de simetría de la arquitectura clásica. La fachada se encuentra revestida en símil piedra París (actualmente bajo capas de pintura).

Adaptando magistralmente modelos de la tradición francesa del siglo XVIII, compuso un edificio de admirables proporciones, refinada plasticidad y excelentes calidades espaciales, que demuestra como pocos la íntima relación que existió entre el art nouveau y el revival Luis XV, basada en el común empleo de la línea curva, la ornamentación vegetal y el sutil engarce de superficies y espacios. Esto se nota desde el juego cóncavo-convexo de la cour d'honneur, en el exterior, hasta el tratamiento de los logrados interiores, en especial el estupendo hall central. 

Alrededor de este espacio, probablemente el mejor foyer de la arquitectura argentina de la época, se organiza todo el edificio. De planta elíptica, rodeado de columnas, con una escalera de honor de impostura modernista y coronado por una original cúpula rebajada provista de luz cenital, ofrece un juego espacial y lumínico magistral que demuestra la capacidad de Le Monnier para conmocionar al espectador a través de un sabio y rejuvenecido manejo de los elementos esenciales de la buena arquitectura y del repertorio clásico.